# Satan on Fire

## История
Satan on Fire — сайд-проект музыкантов Мэрилина Мэнсона и Твигги Рамиреса. Группа с самого начала предполагалась как шуточная, и должна была исполнять песни в жанре христианского рока. Целью создания группы было получить возможность сыграть и в клубах соответствующего направления с возможностью устраивать скандалы. Тем не менее, у группы так никогда и не получилось сделать задуманное из-за достаточной известности её участников.

## Состав
- Твигги Рамирес – вокал
- Мэрилин Мэнсон – бас

## Песни
«Satan on Fire» записали всего пять песен, при этом три из них являются просто цитатами из фильмов, записанных поверх зацикленной драм-машины, а две остальные — каверы песен Мадонны и «Dillinger Four».